# Iniciativa ciudadana europea
La iniciativa ciudadana europea es el mecanismo que permite a los ciudadanos de la Unión Europea presentar iniciativas legislativas populares que inviten a la Comisión Europea a proponer legislación sobre determinados temas, influyendo así en sus políticas comunitarias. Se introdujo en el Tratado de Lisboa en 2007 y entró en funcionamiento el 1 de abril de 2012, convirtiéndose en la primera forma de participación ciudadana directa en una instancia supranacional.
El Parlamento Europeo y el Consejo adoptaron en abril de 2019 una nueva normativa sobre la iniciativa ciudadana europea (Reglamento (UE) 2019/788) que se aplica desde el 1 de enero de 2020. Este nuevo marco legal modifica la primera normativa aplicable a la iniciativa ciudadana europea (Reglamento (UE) 211/2011). 
La iniciativa ciudadana europea permite presentar proyectos legislativos formales a la Unión Europea sobre cualquier asunto siempre que la Comisión tenga competencia para presentar una propuesta al respecto, y siempre que la iniciativa tenga el apoyo suficiente. Así, antes de empezar a recoger firmas, los organizadores tienen que registrar su iniciativa ante la Comisión para confirmar que la misma entre en el marco de sus atribuciones/sus competencias. Para que la iniciativa tenga validez y sea examinada por la Comisión Europea es necesario que se hayan recogido un millón de declaraciones de apoyo en al menos siete Estados miembros de la Unión, con un mínimo en cada país dependiendo del número de habitantes.

## Tramitación de las iniciativas
Los impulsores de una iniciativa ciudadana europea deberán organizarse en un grupo de organizadores que deberá tener al menos siete ciudadanos europeos residentes en siete Estados miembros distintos. Para formar parte de este grupo es necesario tener la edad legal para votar en las elecciones al Parlamento europeo (18 años en la mayoría de la UE excepto en Austria, Grecia y Malta donde se puede ejercer el derecho al voto a partir de los 16 o 17 años). 
Esto, junto con la obligación de que las firmas se recojan en al menos siete países distintos de la Unión, intenta propiciar que las iniciativas traten sobre temas de interés general europeo y no se limiten a asuntos de interés puramente nacional.
Las iniciativas deberán ser presentadas en el registro oficial en línea dispuesto por la Comisión, y una vez confirmada la inscripción se dispone de un año para la recogida de al menos un millón de declaraciones de apoyo, que podrán suscribir todos los ciudadanos de la Unión Europea a través de un formulario que puede ser entregado por los promotores en papel o en soporte electrónico.
Finalmente, cuando se haya declarado válida una iniciativa por parte de la Comisión Europea, comienza el examen de la iniciativa propiamente dicho, que consta de tres fases: los organizadores se reunirán con representantes de la Comisión para explicarles en detalle las cuestiones planteadas por la iniciativa (dentro de un plazo de 1 mes),  también tendrán la oportunidad de presentarla en una audiencia pública ante el Parlamento Europeo (en un plazo de 3 meses), a partir de lo cual la Comisión deberá anunciar una decisión al respecto (en un plazo de 6 meses a partir de presentación de la iniciativa). La respuesta, en forma de Comunicación adoptada formalmente por el Colegio de Comisarios, expondrá las medidas que la Comisión tenga previsto adoptar y sus razones para intervenir o para no hacerlo. Si la Comisión decide legislar a partir de una iniciativa ciudadana europea, se pondrá en marcha el procedimiento legislativo habitual.

## Prohibición de las prácticas de conversión en la Unión Europea
La Iniciativa Ciudadana Europea "Prohibición de las prácticas de conversión en la Unión Europea" está liderada por asociaciones LGBTI+ de toda la Unión Europea y coordinada por la asociación francesa ACT (Against Conversion Therapy). Esta iniciativa pide a la Comisión Europea que prohíba las "prácticas de conversión" en todos sus Estados miembros y que reconozca los derechos de las víctimas de dichas prácticas. Fue registrada el 24 de enero por la Comisión Europea. La campaña de petición comenzará el 17 de mayo de 2024 y finalizará el 17 de mayo de 2025.